# Bālderlū
Bālderlū (persiska: بالدرلو, بالدِرلو) är en ort i Iran.   Den ligger i provinsen Västazarbaijan, i den nordvästra delen av landet, 600 km väster om huvudstaden Teheran. Bālderlū ligger 1 279 meter över havet och antalet invånare är 404.
Terrängen runt Bālderlū är platt åt sydost, men åt nordväst är den kuperad.Runt Bālderlū är det ganska tätbefolkat, med 185 invånare per kvadratkilometer. Närmaste större samhälle är Urmia, 14,8 km väster om Bālderlū. Trakten runt Bālderlū består till största delen av jordbruksmark.